# Marguerite de Bourbon

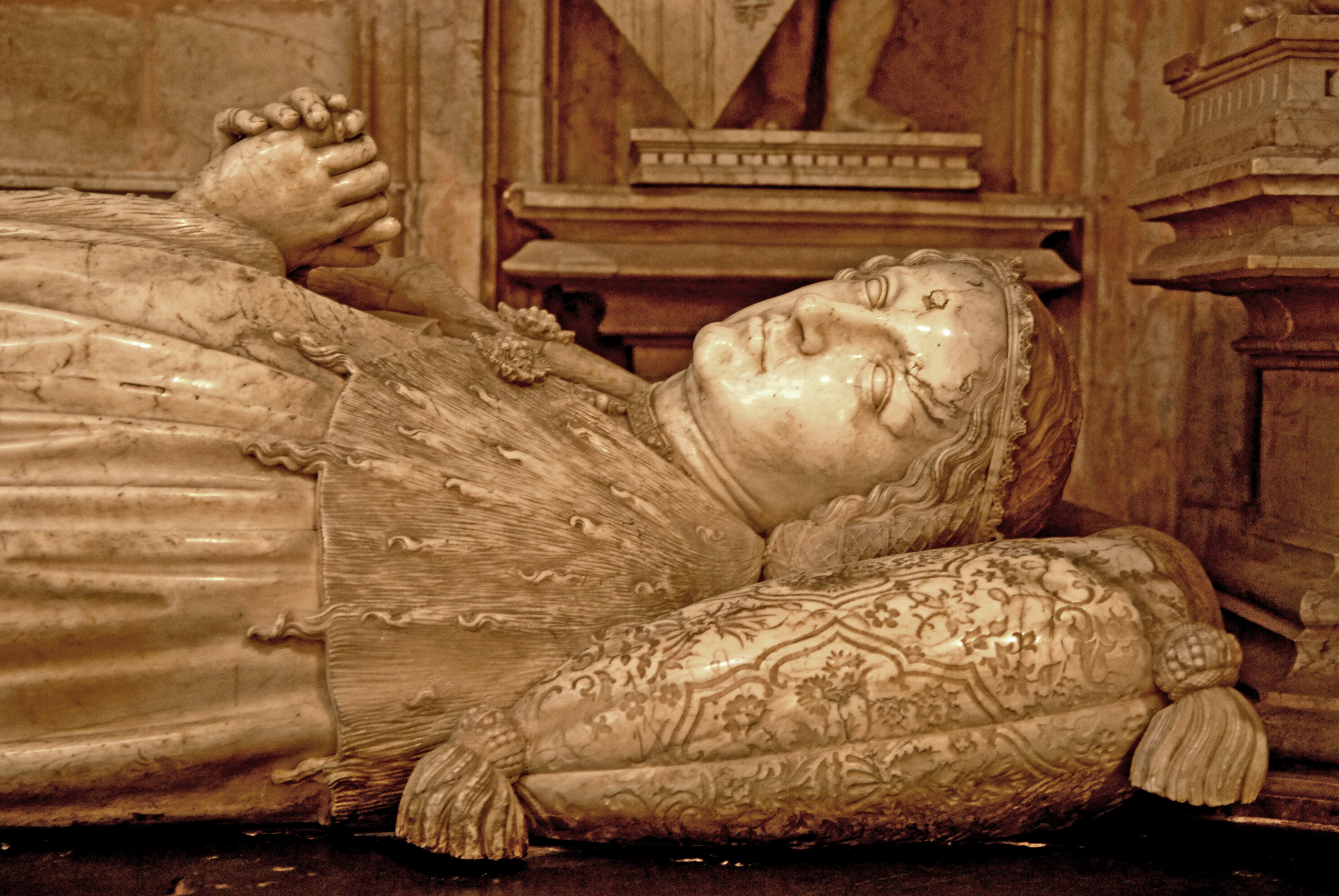
Grabmal von Marguerite de Bourbon in Brou

Marguerite de Bourbon, auch Marguerite de Berry oder Marguerite de Bresse (* 5. Februar 1438 in Moulins; † 24. April 1483 in Pont-d’Ain), war eine französische Adelige aus dem Hause Bourbon.

## Leben
Marguerite war die Tochter von Charles I. de Bourbon und Agnes von Burgund sowie die Schwester von Jean II. de Bourbon und Pierre II. de Bourbon, den späteren Herzögen von Bourbon. Sie heiratete am 6. April 1472 in Moulins Philipp Graf von Bresse (Philipp den Landlosen) aus dem Haus Savoyen, der 1496 Herzog von Savoyen wurde. Der Vertrag zu dieser Verbindung wurde bereits am 6. Januar 1471 in Tours unterzeichnet.
Ihr Sohn Philibert der Schöne (1480–1504) folgte seinem Vater auf dem Thron in Savoyen. Die Tochter Luise von Savoyen (1476–1531) wurde die Mutter des französischen Königs Franz I.
Marguerite ruht gemeinsam mit ihrem Sohn Philibert und dessen Frau Margarete von Österreich in einem prunkvollen Grabmal im ehemaligen Kloster Brou in Bourg-en-Bresse.